# یوجن سیستمز
یوجن سیستمز (به انگلیسی: Eugen Systems) یک شرکت فرانسوی توسعه‌دهنده بازی‌های ویدئویی است که در پاریس فرانسه واقع شده است. این شرکت در سال ۲۰۰۰ توسط الکسیس لو درسی و سدریک لو درسی بنیان‌گذاری شد. این شرکت بیشتر در زمینه ساخت بازی‌های استراتژیک بی‌درنگ برای رایانه‌های شخصی و مکینتاش فعالیت می‌کند و اخیراً نیز محصولاتی را برای کنسول‌های بازی مانند پلی‌استیشن ۳ و اکس‌باکس ۳۶۰ عرضه کرده است.

## فهرست بازی‌های ویدئویی
| Year | Title                             | پلت‌فرم  | پلت‌فرم      | پلت‌فرم            | پلت‌فرم      | پلت‌فرم |
| Year | Title                             | مک اواس | پلی‌استیشن ۳ | مایکروسافت ویندوز | اکس‌باکس ۳۶۰ | لینوکس |
| ---- | --------------------------------- | ------- | ----------- | ----------------- | ----------- | ------ |
| ۲۰۰۰ | زمان درگیری                       | نه      | نه          | آری               | نه          | نه     |
| ۲۰۰۲ | گلادیاتورها: بازی‌های سیرک کهکشانی | نه      | نه          | آری               | نه          | نه     |
| ۲۰۰۵ | حرکت جنگی: اقدام مستقیم           | نه      | نه          | آری               | نه          | نه     |
| ۲۰۰۶ | حرکت جنگی: خیانت بزرگ             | نه      | نه          | آری               | نه          | نه     |
| ۲۰۱۰ | آر.یو.اس.ئی.                      | آری     | آری         | آری               | آری         | نه     |
| ۲۰۱۲ | بازی جنگ: پیشرفت اروپا            | آری     | نه          | آری               | نه          | آری    |
| ۲۰۱۳ | بازی جنگ: نبرد هوایی              | آری     | نه          | آری               | نه          | آری    |
| ۲۰۱۴ | بازی جنگ: اژدهای سرخ              | آری     | نه          | آری               | نه          | آری    |
|      | حرکت خشن                          | نه      | نه          | آری               | نه          | نه     |